# لين بومونت
لين بومونت (بالإنجليزية: Len Beaumont)‏ (4 يناير 1915 بهدرسفيلد في المملكة المتحدة - 22 يوليو 2002) هو لاعب كرة قدم بريطاني (وحمل سابقاً جنسية المملكة المتحدة لبريطانيا العظمى وأيرلندا) في مركز الوسط. لعب مع نادي بورتسموث ونادي بيتربورو يونايتد وهدرسفيلد تاون.